# Орден «Шараф»
Орден «Шараф» (тадж. Шараф) — государственная награда Республики Таджикистан.

## Статут
Орденом «Шараф» награждаются граждане Республики Таджикистан за заслуги в развитии экономики, социальной сферы, науки, культуры и образования, за образцовую государственную и военную службу и активную общественную деятельность.
Орден «Шараф» имеет две степени:
- I степень ордена «Шараф» носится на ленте с розеткой на левой стороне груди;
- II степень ордена «Шараф» носится на ленте на левой стороне груди.